# Hiw (Insel)
Hiw ([hiw]), deutsch auch Hiu, ist die nördlichste Insel des pazifischen Inselstaats Vanuatu. Sie ist mit etwa 60 km² zugleich eine der größten der Torres-Inseln, welche politisch zur vanuatuischen Provinz Torba zählen.

## Geographie
Die Insel erstreckt sich von Nord nach Süd über etwa 13,5 Kilometer und ist maximal 4,5 Kilometer breit. Der höchste Punkt ist der Mount Wonvara mit 366 m.
Knapp zwei Kilometer vor der Südspitze (Pointe Gagévétawa) liegt die Insel Metoma, getrennt durch die Mawatan Passage (Passe Cosmao). Vewoag Point, die Nordspitze von Hiu, ist die nördlichste Landmasse von Vanuatu. 1,6 km nördlich von Hiu erstreckt sich das untermeerische Riff Ngwei Gakw (früher Recif Giraudeau), über das die Wellen brechen.
Hiu ist im Landesinneren dicht bewaldet. An der Ostküste finden sich drei Dörfer: Yogwye [ˈjɔɰwjə], Yaqane [jaˈkʷanə], und der Hauptort Yögevigemëne [ˌjɵɣəˌβiɣəˈmenə]. Im Osten des Hauptortes schließt sich die rund 50 Hektar große Halbinsel Nēnye (Nenia) über die schmale Landenge Tinemë Vönyö an. Die Halbinsel wird in einigen Quellen fälschlich als Île Lonagavanoua geführt.

## Bevölkerung
Die aktuelle Bevölkerung (Stand der Volkszählung 2009) beläuft sich auf 269, nach 200 im Jahr 1999.
Zur Volkszählung 1979 wurde eine Bevölkerung von 84 ermittelt. 1971 wurden nur 48 gezählt.
Die Bewohner sprechen Hiw, eine bedrohte Ozeanische Sprache.

## Transport
Die Torres-Inseln werden vom Torres Airport bedient, der sich auf der Insel Linua südlich von Hiw befindet. Die Reise zwischen Hiw und anderen Inseln erfolgt hauptsächlich mit Schnellbooten.